# Jacques-Charles Dupont de l’Eure
Jacques-Charles Dupont de l’Eure (ur. 27 lutego 1767 w Le Neubourg, zm. 3 marca 1855 w Rouge-Perriers) – francuski prawnik i mąż stanu, uważany za pierwszą głowę państwa II Republiki Francuskiej, po upadku monarchii lipcowej (1848).

## Życiorys

### Okres Rewolucji i I Cesarstwa
Urodził się w Le Neubourg w Normandii. Gdy rozpoczęła się rewolucja francuska był prawnikiem parlamentu Normandii. Poparł rewolucję, a w 1798 r. rozpoczął karierę polityczną jako członek Rady Pięciuset. W czasach I Republiki i I Cesarstwa piastował kolejne stanowiska sądowe w Louviers, Rouen i Évreux. W dniu 26 kwietnia 1810 otrzymał tytuł Kawalera Cesarstwa Francuskiego.
W 1813 r. został członkiem Ciała Prawodawczego (fr. corps législatif), a podczas 100 dni Napoleona był wiceprezesem Izby Deputowanych. Kiedy armie VII koalicji weszły do Paryża, sporządził deklarację, w której stwierdził konieczność utrzymania praw ustanowionych podczas rewolucji. Został wybrany jako jeden z komisarzy do negocjacji z władcami państw koalicji.

### Monarchia Burbonów
Od 1817 do 1849 r. (w czasach restauracji Burbonów i monarchii lipcowej) nieprzerwanie był członkiem Izby Deputowanych i działał konsekwentnie z opozycją liberalną, której był faktycznym przywódcą. Przez kilka miesięcy w 1830 r. pełnił funkcję ministra sprawiedliwości, ale nie zgadzając się ze swoimi współpracownikami, złożył rezygnację przed końcem roku i ponownie znalazł się w opozycji.

### II Republika
Gdy w 1848 r. rozpoczęła się rewolucja lutowa, Dupont de l’Eure został przewodniczącym zgromadzenia tymczasowego, będąc jego najstarszym członkiem. Tego samego dnia został prezesem Rządu Tymczasowego, stając się de facto głową państwa francuskiego. Można go zatem uznać za pierwszego prezydenta w historii Francji, choć formalnie to Louis-Napoléon Bonaparte, wybrany w tym samym roku, był pierwszym prezydentem Republiki Francuskiej.
Prestiż i popularność Duponta de l’Eure nie pozwoliły zróżnicowanej poglądowo koalicji republikańskiej na natychmiastowe uzgodnienie wspólnego przywódcy. Ze względu na swój podeszły wiek (w dniu objęcia urzędu był zaledwie kilka dni przed swoimi 81. urodzinami) Dupont de l’Eure przekazał część swoich obowiązków ministrowi spraw zagranicznych, Alphonse’owi de Lamartinowi. 4 maja zrezygnował, aby ustąpić miejsca Komisji Wykonawczej, w skład której nie wszedł, zgodnie ze swoją wolą. Poparł Louisa-Eugène’a Cavaignaca wyborach prezydenckich w 1848 r. Rok później, po nieudanej próbie ponownego kandydowania do Izby Deputowanych, wycofał się z życia publicznego.
Konsekwencja w obronie sprawy liberalizmu konstytucyjnego, którą przejawiał w swoich burzliwych czasach, zyskała mu szacunek wielu jego rodaków, którzy określali Duponta de l’Eure mianem „Arystydesa trybuny francuskiej”.

## Odznaczenia
- Kawaler Legii Honorowej (14 czerwca 1804)[2]
- Oficer Legii Honorowej (28 grudnia 1814)[4]